# 유금당

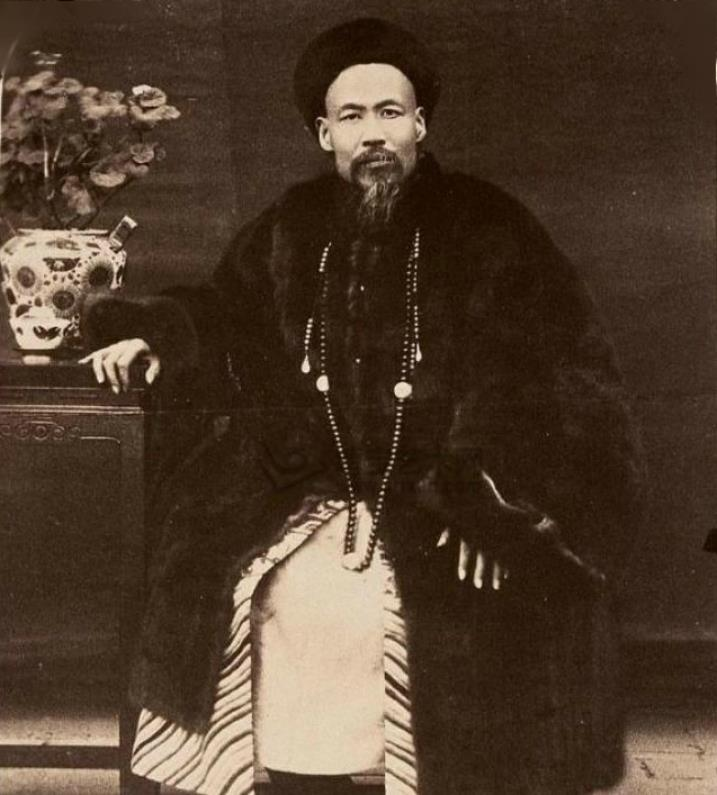

유금당(중국어: 劉錦棠, 1844년 ~ 1894년), 청나라 말기의 군인, 관리였다. 후난성 상향 출신으로 자는 곡제(穀齊)이다. 1884년 신강성을 만들어 최초의 순무가 되었다. 상군 출신으로 태평천국의 난과 섬감의 환란을 잠재웠고, 좌종당을 따라 신강을 수복했다.

## 생애
유금당은 1844년 후난성 상향에서 태어났다. 아버지 유후영, 숙부인 유송산은 상군의 군인이었다. 10세 때 아버지는 악주에서 태평천국군과의 전투에서 전사했다. 성장하면서 강서성에 나가 있던 숙부의 부대에 들어가 상군의 사령부가 있던 기문을 호위에 공적으로 유송산과 함께 증국번으로부터 칭찬을 받았다. 1864년의 태평천국이 멸망한 후 염군과의 전투에서 유송산과 함께 종종 전공을 올렸다.
그 후, 유송산과 유금당은 좌종당을 따라 산서와 감숙으로 둥간 혁명을 진압하기 위해 출동하여 금적보에서 마화룡을 포위했다. 그러나 1870년에 유송산이 전사했기 때문에 유금당이 그 부대를 따라 1871년에 금적보를 함락시켰다. 1872년에는 서녕을 공격하여 백언호 등의 회민군을 패주시켰다.
야쿱 벡의 난이 일어나자 유금당은 1876년 2월에 사령부를 감주에서 숙주로 옮겼다. 7월 상군 25영 1만 3000명을 이끌고, 만주 팔기군 김순이 이끄는 40영 2만 1000인과 함께 선봉이 되어 신강으로 진입해 우루무치를 공략했다. 우루무치를 점령한 후 김순은 북부를 소탕하고 유금당은 천산남로를 소탕했다.
1884년에 신강성이 설치되자 초대 순무가 되어 1889년까지 그 직에 있었다.
사후 양근(襄勤)이라는 시호가 내려졌다.
저서로는 ‘유양근공주고’(劉襄勤公奏稿)가 남아 있다.

## 같이 보기
- 야쿱 벡의 난